# گاردن سیتی پارک (نیویورک)
گاردن سیتی پارک (به انگلیسی: Garden City Park) یک منطقهٔ مسکونی در ایالات متحده آمریکا است که در شهرستان نساو، نیویورک واقع شده‌است. گاردن سیتی پارک ۵٫۵ کیلومتر مربع مساحت و ۷٬۸۰۶ نفر جمعیت دارد و ۳۲ متر بالاتر از سطح دریا واقع شده‌است.